# Les Églises-d'Argenteuil
Les Églises-d'Argenteuil è un comune francese di 550 abitanti situato nel dipartimento della Charente Marittima nella regione della Nuova Aquitania.

## Società

### Evoluzione demografica
Abitanti censiti